# Apamea albina
Apamea albina là một loài bướm đêm thuộc họ Noctuidae. Nó được tìm thấy ở Bắc Mỹ, bao gồm California và Oregon.